# Смирнов-Светловский, Пётр Иванович
Смирнов-Светловский Пётр Иванович (1 августа 1897, Сулин, область Войска Донского — 17 марта 1940, Москва) — советский военно-морской деятель, флагман флота 2 ранга (1938), командующий Черноморским флотом (1937), 1-й заместитель наркома ВМФ СССР, нарком ВМФ. Депутат Верховного Совета СССР 1-го созыва. Репрессирован, расстрелян. Реабилитирован посмертно.

## Революция и Гражданская война
Родился в хуторе Сулин области Войска Донского в семье казака, работавшего земским врачом. Окончил начальную школу и в 1916 году — гимназию. Ещё будучи гимназистом, увлёкся революционными идеями. В 1914 году вступил в РСДРП.
С 1916 года учился в Петроградском политехническом институте. Тогда же вёл революционную работу под руководством Н. Г. Толмачёва.
После Февральской революции в 1917 году был редактором газет Кронштадтского комитета РСДРП(б) «Голос правды» и «Пролетарское дело», где писал статьи под псевдонимом Светловский, и состоял членом военно-технической комиссии Кронштадтского совета. Один из активных участников большевистского восстания в Петрограде в октябре 1917 года. В ходе восстания — комиссар и начальник штаба сводного Кронштадтского отряда моряков (до 7 000 человек), направленного для поддержки восставших в Петроград на минном заградителе «Амур».
В РККФ с февраля 1918 года. В конце февраля в качестве комиссара минно-подрывного отряда из моряков-балтийцев участвовал в обороне Пскова от немецких войск. В июле 1918 года командирован на Восточный фронт. Один из организаторов Волжской военной флотилии; в июле 1918 года возглавил её штаб. С сентября 1918 года командир конного отряда 5-й армии, с которым действовал в тылу колчаковцев.
С января по март 1919 года — военком Кронштадтской морской крепости и председатель революционного трибунала в Кронштадте.
17 апреля 1919 года назначен командующим и военкомом Волжской военной флотилии. Под его руководством флотилия содействовала 2-й армии при форсировании Камы в ходе Пермской операции. 25 июля флотилия влилась в состав Волжско-Каспийской военной флотилии, в связи с чем был освобождён от должности.
Затем переведён на Украину. 13 сентября 1919 года назначен командующим Днепровской военной флотилией и членом РВС Гомельского укрепрайона.
Летом 1920 года под его руководством флотилия содействовала войскам 12-й армии в форсировании Днепра и освобождении Киева от польских войск.
7 августа 1920 года убыл на Кавказский фронт.
С 14 августа по 23 сентября 1920 года командовал Морской экспедиционной дивизией, участвовавшей в разгроме врангелевского десанта генерала Улагая, а затем сражавшейся на Южном фронте против войск П. Н. Врангеля в составе 13-й армии.
С 6 октября и до 14 декабря 1920 года вновь командовал Днепровской флотилией.

## Послевоенный период
По окончании Гражданской войны продолжил образование в Политехническом институте до весны 1922 года; в это время состоял в резерве РККФ. В 1922 году был переведён в Военно-морскую академию. В июле-декабре 1924 года проходил службу военкомом и старпомом сторожевого корабля «Воровский», на котором в тогда же совершил четырёхмесячный переход из Архангельска во Владивосток. Затем находился в спецкомандировке в Китае в качестве военного советника при Сунь Ятсене.
В начале 1925 года вернулся в Москву для завершения образования и в 1927 году окончил академию. С 1927 года командовал эсминцем «Новик». Затем командовал дивизионом эсминцев Морских сил Балтийского моря. В августе 1929 года был командиром отряда кораблей, посетившим с визитом германский порт Пиллау. В 1930 году вновь посетил Германию в составе советской военной делегации.
С 1934 года инспектор Управления Военно-Морских Сил РККА.
15 августа 1937 года назначен командующим Черноморским флотом. 12 декабря того же года был избран депутатом Верховного Совета СССР от Крымской АССР (Евпаторийский округ).
30 декабря 1937 года был создан Народный Комиссариат ВМФ СССР, а Смирнов-Светловский П. И. был назначен 1-м заместителем Наркома ВМФ СССР П. А. Смирнова.
После ареста П. А. Смирнова, произошедшего 30 июня 1938 года, исполнял обязанности Наркома ВМФ вплоть до назначения 8 сентября 1938 года на эту должность М. П. Фриновского. Однако и после этого назначения, ввиду полной некомпетентности нового наркома в военно-морских вопросах осуществлял основную часть работы по повседневному руководству ВМФ.

## Арест и смерть
Арестован НКВД 26 марта 1939 года. Обвинялся в измене Родине, участии в контрреволюционной организации и вредительстве. Ряд недостатков в организации строительства складов, баз флота, торпедных катеров и т. п. были трактованы как умышленное вредительство. 16 марта 1940 года ВКВС СССР признала Смирнова-Светловского П.И. виновным в совершении преступлений, предусмотренных пунктами 1«б», 7 и 11 статьи 58 УК РСФСР и приговорила его к расстрелу. Приговор приведён в исполнение на следующий день.
Останки были захоронены на Донском кладбище. Существует кенотаф на Богословском кладбище в Санкт-Петербурге, где датой смерти ошибочно указан 1943 год.
Определением ВКВС от 23 июня 1956 года был полностью реабилитирован.

## Публикации
- Л. Н. Иванов, П. И. Смирнов. Англо-американское морское соперничество. — М.: Институт мирового хозяйства и мировой политики при Комакадемии, 1933. — 319 с.[a].

## Воинские звания
- Флагман 2 ранга (02.12.1935[6])
- Флагман 1 ранга (15.08.1937[7])
- Флагман флота 2 ранга (22.02.1938[8])

## Награды
- Орден Ленина (1938)
- Орден Красного Знамени (1920[9])
- Орден Красной Звезды (1934)